# Eupithecia nigrobrunneopunctata
Eupithecia nigrobrunneopunctata là một loài bướm đêm trong họ Geometridae.